# Mula Ali Kušći
Alaudin Ali ibn Muhamed Samarkandi – Mula Ali Kušći, rođen je u Samarkandu. Istoričari smatraju da je on jedan od najslavnijih iranskih matematičara XV veka. Pošto je njegov otac čuvao lovačke ptice u palati Ulug-bega, mladi Ali je dobio mogućnost da matematiku i astronomiju izučava na najelitnijem mestu, tj. kod čuvenog Rumija, glavnog predstavnika i jednog od najznačajnijih profesora na tradicionalnom univerzitetu u Samarkandu.‍:str. 246.
U doba Ulug-bega, jastrebovi su najčešće korišćeni za lov. Često korišćenje i prisustvo ovih ptica u Ulug-begovoj palati prouzrokovali su potrebu da ih čuva osoba koja dobro poznaje ovu vrstu lovačkih ptica. Otac Mula Alija Kušćija u tome je sigurno bio najbolji. Zato je postao veoma blizak Ulug-begu i prozvan je „Kušći”. „Kuš” na persijskom jeziku znači jastreb, a pridev „ći” u drevnom persijskom jeziku odnosi se na osobu koja ima neko posebno umeće. Ovo ime poneli su i ostali članovi njegove porodice, naravno i njegov sin Ali.
Kušćijev mukotrpni trud i poseban naučni talenat bili su glavni uzroci da nakon Rumijeve smrti upravo on bude izabran za šefa opservatorije pri tom univerzitetu. Na tom položaju, Kušći je značajno doprineo usavršavanju Ulug-begovog horoskopa.
Umro je 1474. godine.‍:str. 1062.

## Dela
Od Kušćijevih matematičkih dela izdvajamo sledeće naslove:
- Ar-Risala al-Muhamadija[1]‍:str. 247.

Pišući ponajviše o raznim disciplinama aritmetike, Kušći je ovo arapsko referentno delo posvetio osmanskom sultanu Mehmetu II. Ovaj traktat se sastoji iz dva dela. U prvom delu se u okviru pet zasebnih eseja promatraju upotreba principa aritmetike od strane astronoma u staroindijskoj aritmetici, kao i njihova funkcionalnost pri rešavanju kvadratnih polinoma. Tu se takođe obrazlažu i određene teme iz algebre i još neki principi koji su blisko povezani sa aritmetikom. U nastavku, Kušći je u drugom delu ovog spisa, u tri eseja, ukazao na način merenja različitih linija i površina dvodimenzionalnih i sfernih figura.
- Mizan al-hisab [Vaga aritmetike][1]‍:str. 247.

Ova knjiga je napisana na persijskom jeziku. Kušći je u ovom istraživačkom poduhvatu prezentovao fundamentalne smernice staroindijske astronomske i površinske aritmetike.
- Šarhu Zidži Ulug-beg [Komentar Ulug-begovog horoskopa][1]‍:str. 247.

Danas se u mnogim svetskim muzejima i bibliotekama čuva nekoliko rukopisnih primeraka ovog dragocenog horoskopa, uglavnom pisanog na persijskom jeziku.